# Franciscus de Neve (II)
Franciscus de Neve (II) (ook: Frans de (II) Neve, Fraciscus de Neuff, Francesco della Neve en bijnamen: Bloosaerken en Blaserken) (Antwerpen, 1632 - na 1704) was een Zuid-Nederlands kunstschilder en graveur uit de baroktijd.

## Levensloop
Hij was de zoon van Franciscus de Neve (I), die ook een schilder was. Biografen hebben de levenslopen van vader en zoon vaak verward en samengevoegd  en hebben de vader na 1660 ten onrechte in Rome gesitueerd.

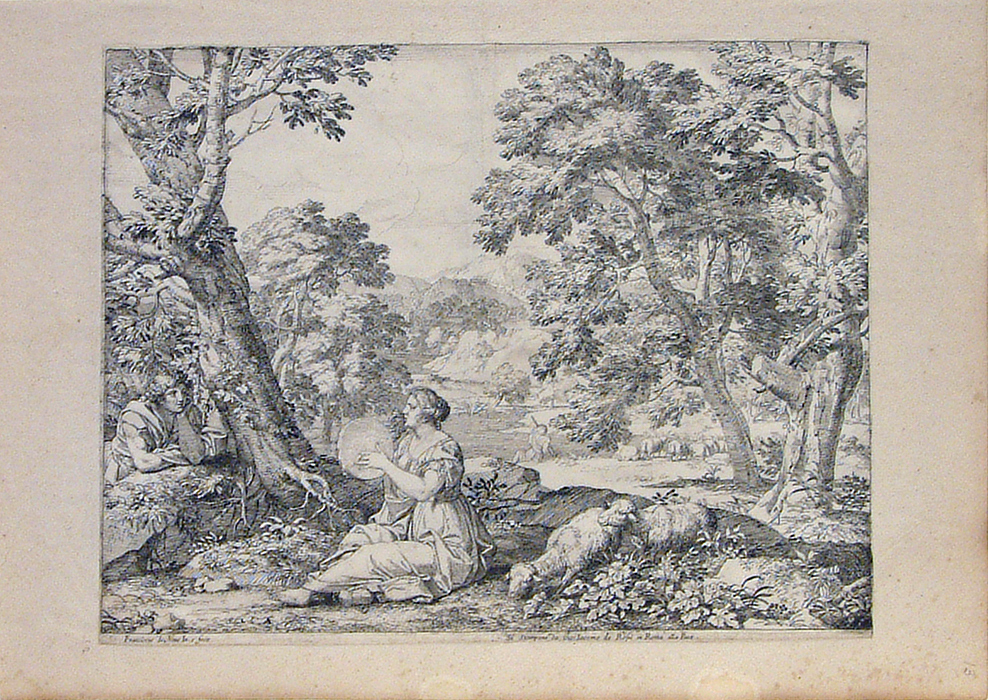
Landschap met herderin die de tamboerijn bespeelt

Er is geen informatie over zijn opleiding. Hij was in Rome in 1660-1670, waar hij lid werd van de Bentvueghels, een vereniging van voornamelijk Nederlandse en Vlaamse kunstenaars actief in Rome. Hier woonde hij eerst bij Karel van Mander III, bij Hieronymus Galle I in 1661-1662 en bij Lodewijk Snaijers in 1665-1666. Volgens de vroege biograaf Arnold Houbraken kreeg hij in Rome lof voor zijn vermogen om te schilderen naar de natuur. Houbraken citeerde uit een gedicht over hem op pagina 349 van Cornelis de Bie's boek het Gulden Cabinet.
Hij was waarschijnlijk in Napels in de jaren 1667 en 1668. Hij was in Oostenrijk in de jaren 1669 en 1689, waar hij altaarstukken schilderde in opdracht van de aartsbisschop van Salzburg en de benedictijnse abdijen van Kremsmünster, Garsten en Admont. Hij was in Beieren in de jaren 1669 en 1689, waar hij altaarstukken schilderde voor de aartsbisschop van Passau. Hij was in Tsjechië in 1679-1681, waar hij in opdracht van prins Karel Eusebius van Liechtenstein om een altaarstuk in Moravië schilderen. Hij trad ook op als een restaurateur en handelaar voor de prins.
Hij was terug in Antwerpen in 1690-1704 waar hij meester werd in het Sint-Lucasgilde in 1690-1691. Hij overleed na 1704.
Hij was de leraar van Johannes Drue.

## Werk
Fransciscus II de Neve vertegenwoordigt in zijn altaarstukken een mengstijl naar de Vlaamse, Venetiaanse en Romeinse klassieke modellen van Peter Paul Rubens, Raphael, Titiaan, Tintoretto, Nicolas Poussin en Pietro da Cortona. Opvallend is het Vlaamse oppervlakterealisme en een coloriet van gedifferentieerde bruine en rode tinten, dat evolueerde naar rodere kleuren tegen de jaren 1680 en veranderde in een zoete toon met meer roze kleuren tegen het einde van zijn verblijf in Midden-Europa. Het coloriet van zijn olieverfschilderijen evenals zijn portretkunst, die voornamelijk is bewaard gebleven in kopergravures, werd door zijn tijdgenoten hoog gewaardeerd.
Verder is een groot aantal kleine, niet ondertekende landschappen bijna uitsluitend overgeleverd in gravures, die werden gemaakt door Giovanni Giacomo de Rossi alla Pace in de jaren 1660 in Rome. Ze genoten een grote verspreiding en waren al aanwezig in vroege verzamelingen.
Zich onder meer baserend op de herkomst van het werk, heeft de kunsthistorica Brigitte Fassbinder geargumenteerd dat het aan Rubens toegeschreven werk Kindermoord in Bethlehem uit 1611–12 in feite van de hand is van de Neve.